# Фишел, Даниель
Дание́ль Фи́шел (англ. Danielle Fishel, род. 5 мая 1981) — американская актриса и телеведущая.

## Ранние годы
Даниель Фишел родилась в Месе, штат Аризона.

## Карьера
В 1991 году, в десятилетнем возрасте, начала свою карьеру с выступлений в местом театре. В следующем году она дебютировала на телевидении в ситкоме «Полный дом».
Фишел известна благодаря своей роли в ситкоме «Парень познаёт мир», где она снималась с 1993 по 2000 год. Благодаря успеху с шоу, Фишел в девяностых регулярно появлялась на обложках журналов и считалась кумиром подростков. Когда ситком завершился, она снялась в паре неудачных фильмах и взяла перерыв в карьере, чтобы получить образование, и в 2012 году окончила со степенью бакалавра Университет штата Калифорния.
В 2012 году Фишел была приглашена повторить свою роль в спин-оффе «Парень познаёт мир» — «Истории Райли», где её персонаж является матерью тринадцатилетней главной героини.

## Личная жизнь
С 2013 по 2016 год Фишел была замужем за Тимом Белуско, с которым познакомилась во время учёбы в Университете штата Калифорния.
С 4 ноября 2018 года Фишел замужем за кинематографистом, музыкантом и подкастером Дженсеном Карпом. У супругов есть два сына: Адлер Лоренс Карп (род. 24 июня 2019) и Китон Джозеф Карп (род. 29 августа 2021).
19 августа 2024 года Фишел объявила в своём подкасте «Pod Meets World», что у неё диагностировали протоковую карциному in situ — раннюю стадию рака молочной железы.

## Фильмография

### Фильмы
| Год  | Название на русском                   | Название на английском              | Роль             | Примечания      |
| ---- | ------------------------------------- | ----------------------------------- | ---------------- | --------------- |
| 2000 | Воля случая                           | Longshot                            | Глория           |                 |
| 2003 | Переполох в общаге                    | National Lampoon Presents Dorm Daze | Марла            |                 |
| 2004 |                                       | Game Box 1.0                        | Кейт / Принцесса |                 |
| 2006 | Переполох в общаге 2: Семестр на море | Dorm Daze 2                         | Марла            | Direct-to-video |
| 2007 | Избранный                             | The Chosen One                      | Донна Гольдштейн | Озвучивание     |
| 2015 | Кипящий котёл                         | Boiling Pot                         | Валери Дэвис     |                 |

### Телевидение
| Год       | Название на русском | Название на английском   | Роль                    | Примечания                                                                                                 |
| --------- | ------------------- | ------------------------ | ----------------------- | --- |
| 1992-1993 | Полный дом          | Full House               | Дженнифер               | 2 эпизода                                                                                                  |
| 1993      | Гарри и Хендерсоны  | Harry and the Hendersons | Джессика                | 1 эпизод                                                                                                   |
| 1996      | Кирк                | Kirk                     | Хизер                   | 1 эпизод                                                                                                   |
| 1993-2000 | Парень познаёт мир  | Boy Meets World          | Топанга Лоуренс Мэттьюс | Регулярная роль, 147 эпизодов Номинация — Премия «Молодой актёр» лучшей актрисе на телевидении (1996—1997) |
| 2000      | Проект «Меркурий»   | Rocket’s Red Glare       | Сара Миллер             | Телефильм                                                                                                  |
| 2001-2002 | Никки               | Nikki                    | Стейси                  | 2 эпизода                                                                                                  |
| 2003      | Да, дорогая!        | Yes, Dear                | Кэти                    | 1 эпизод                                                                                                   |
| 2014-2016 | Истории Райли       | Girl Meets World         | Топанга Мэттьюс         | Регулярная роль                                                                                            |